# スターリンク
スターリンク (Starlink) は、アメリカ合衆国の民間企業スペースXが運用している衛星インターネットアクセスサービス、並びにこれを実現する衛星コンステレーション

。

## 概要
スターリンクはスペースXが運営する衛星インターネットコンステレーションであり、地球上のほぼ全域での衛星インターネットアクセスを可能にする。
このコンステレーションは地球低軌道（LEO）上に展開され、2023年9月時点で3000機を超える小型衛星で構成されている。小型化・量産化により製造と打ち上げのコスト削減を実現した人工衛星を経由して、利用者が所有する専用の無線通信端末キットと各国に設置された地上ステーションを結び、ユーザー居住地の地上インフラに依らない、低価格での衛星インターネットアクセスサービスを提供する。しかし実際にサービスが提供されるのはスペースXがサービス提供のライセンスを取得した国に限られ、2022年末時点で45カ国でサービスを提供している。
スターリンクはワシントン州レドモンドにあるスペースXの衛星開発施設で研究、開発、製造、軌道制御が行われている。10年にもおよぶ計画の総コストは、設計・製造・打ち上げなど100億ドル近くに達するとスペースXは2018年5月に見積もっている。
開発は2014年に始まった。2018年2月にプロトタイプのテストフライト衛星2基を打ち上げた。2019年5月には、商用サービスに向けた最初の大規模な打ち上げが実施され、追加のテスト衛星と60基の運用衛星が配備された 。スペースX社は一度に最大60基の衛星を打ち上げ、2021年後半か2022年までにほぼ全世界にサービスを提供するために、260kgの宇宙船を1,584基配備することを目指していた。
2019年10月15日、米国連邦通信委員会（FCC）は、国際電気通信連合（ITU）に、FCCが既に承認している1万2000基のスターリンク衛星を補完するための3万基の追加衛星用の周波数を手配するための申請書を、スペースXに代わって提出した。 
2020年、北アメリカ大陸とヨーロッパで試験運用が始まった。2022年10月11日、SpaceXはTwitterで日本でのサービス開始を発表
、東日本での注文受付を開始。徐々にサービス提供地域を増やし、2023年夏までに離島を含む日本全域がサービス提供地域となった(北方領土や竹島といった特殊な土地を除く)
。
2021年までに、スペースXはGoogle Cloud PlatformおよびMicrosoft Azureと契約を結び、地上でのネットワークインフラをスターリンク用に提供することで提携した。
天文学者は、この計画が地上からの天体観測に与える影響や、既に混雑している軌道環境に衛星がどのように追加されるかについて懸念を示している。 スペースXは、衛星の運用時の輝度を下げることを目的としたいくつかのアップグレードを実施することで、こうした懸念を軽減しようとしている。 衛星にはクリプトンを推進剤とするホールスラスタが搭載されており、寿命が尽きると軌道から離れることができる。また、衛星は地上から送られる追跡データに基づいて、自律的に衝突を回避するように設計されている。

スペースXは、スターリンクを軍用や、科学・探検などの用途に販売することも計画しているほか、2020年代中頃までに総数約12,000基の人工衛星を3階層にわたって展開することを計画している。最初が高度550kmの約1,600基の衛星、次が高度1,150kmのKu/Kaバンドを用いる約2,800基の衛星、さらに高度340kmのVバンドを用いる約7,500基の衛星である。

## 打ち上げ履歴
| No. | ミッション    | 打ち上げ日時 (UTC)      | 発射場                          | 打ち上げ機      | 軌道 | 軌道傾斜角 | 打ち上げ 衛星数 | 備考 | 結果 |
| --- | ------------- | ----------------------- | ------------------------------- | --------------- | ---- | ---------- | --------------- | --- | ---- |
| -   | Tintin v0.1   | 2018年2月22日14:17      | ヴァンデンバーグ空軍基地 SLC-4E | F9 FT ♺ B1032.2 | LEO  | 97.44°     | 2               | 2基の試験衛星はTintin A/Bと呼ばれる (MicroSat-2a/2b) | 成功 |
| 1   | v0.9          | 2019年5月24日 02:30     | CCAFS SLC-40                    | F9 B5 ♺ B1049.3 | LEO  | ~53°       | 60              | 衛星間リンクを持たない初期型の初の大規模打ち上げ。 | 成功 |
| 2   | v1.0 L1       | 2019年11月11日 14:56    | CCAFS SLC-40                    | F9 B5 ♺ B1048.4 | LEO  | 53°        | 60              | 運用バージョンの初打ち上げ。Kaバンドアンテナが追加されている。 | 成功 |
| 3   | v1.0 L2       | 2020年1月7日 02:09      | CCAFS SLC-40                    | F9 B5 ♺ B1049.4 | LEO  | 53°        | 60              | 1基はダークサットと呼ばれる黒く塗装された機体 | 成功 |
| 4   | v1.0 L3       | 2020年1月29日 14:06     | CCAFS SLC-40                    | F9 B5 ♺ B1051.3 | LEO  | 53°        | 60              | | 成功 |
| 5   | v1.0 L4       | 2020年2月17日 15:05     | CCAFS SLC-40                    | F9 B5 ♺ B1056.4 | LEO  | 53°        | 60              | | 成功 |
| 6   | v1.0 L5       | 2020年3月18日 12:16:39  | KSC LC-39A                      | F9 B5 ♺ B1048.5 | LEO  | 53°        | 60              | | 成功 |
| 7   | v1.0 L6       | 2020年4月22日 19:30:30  | KSC LC-39A                      | F9 B5 ♺ B1051.4 | LEO  | 53°        | 60              | | 成功 |
| 8   | v1.0 L7       | 2020年6月4日 01:25:00   | CCAFS SLC-40                    | F9 B5 ♺ B1049.5 | LEO  | 53°        | 60              | 1基はバイザーサットと呼ばれるアンテナに日除けを付けた機体。 | 成功 |
| 9   | v1.0 L8       | 2020年6月13日 09:21:18  | CCAFS SLC-40                    | F9 B5 ♺ B1059.3 | LEO  | 53°        | 58              | 3機のプラネット・ラボ社の地球観測衛星 (SkySat 16-18) も同時に打ち上げ。 | 成功 |
| 10  | v1.0 L9       | 2020年8月7日 05:12:00   | KSC LC-39A                      | F9 B5 ♺ B1051.5 | LEO  | 53°        | 57              | 57機のスターリンク衛星と2機のBlackSky衛星が打ち上げられた。この打ち上げより、全機がバイザーサット仕様となっている。                                                                                                  | 成功 |
| 11  | v1.0 L10      | 2020年8月18日 14:31:16  | CCAFS SLC-40                    | F9 B5 ♺ B1049.6 | LEO  | 53°        | 58              | 3機のプラネット・ラボ社の地球観測衛星（SkySat 19-21）も同時に打ち上げ。 | 成功 |
| 12  | v1.0 L11      | 2020年9月3日 12:46:14   | KSC LC-39A                      | F9 B5 ♺ B1060.2 | LEO  | 53°        | 60              | | 成功 |
| 13  | v1.0 L12      | 2020年10月6日 11:29:34  | KSC LC-39A                      | F9 B5 ♺ B1058.3 | LEO  | 53°        | 60              | | 成功 |
| 14  | v1.0 L13      | 2020年10月18日 12:25:57 | KSC LC-39A                      | F9 B5 ♺ B1051.6 | LEO  | 53°        | 60              | | 成功 |
| 15  | v1.0 L14      | 2020年10月24日 15:31    | CCAFS SLC-40                    | F9 B5 ♺ B1060.3 | LEO  | 53°        | 60              | | 成功 |
| 16  | v1.0 L15      | 2020年11月25日 02:13:12 | CCAFS SLC-40                    | F9 B5 ♺ B1049.7 | LEO  | 53°        | 60              | | 成功 |
| 17  | v1.0 L16      | 2021年1月20日 13:02:00  | KSC LC-39A                      | F9 B5 ♺ B1051.8 | LEO  | 53°        | 60              | | 成功 |
| -   | v1.0 Tr-1     | 2021年1月24日 15:00:00  | CCAFS SLC-40                    | F9 B5 ♺ B1058.5 | LEO  | 97.5°      | 10              | ライドシェア（相乗り）ミッション「Transporter-1」として、10機のスターリンク衛星と133機の小型衛星が打ち上げられた。極軌道への初の打ち上げとなる。また、衛星間レーザー通信システムを試験的に搭載した機体となっている。 | 成功 |
| 18  | v1.0 L18      | 2021年2月4日 06:19:00   | CCAFS SLC-40                    | F9 B5 ♺ B1060.5 | LEO  | 53°        | 60              | | 成功 |
| 19  | v1.0 L19      | 2021年2月16日 03:59:37  | CCAFS SLC-40                    | F9 B5 ♺ B1059.6 | LEO  | 53°        | 60              | 大西洋上でファルコン9ブースターを紛失。 | 成功 |
| 20  | v1.0 L17      | 2021年3月4日 08:24:54   | KSC LC-39A                      | F9 B5 ♺ B1049.8 | LEO  | 53°        | 60              | 第2段が軌道離脱に失敗し、3月26日に米国オレゴン州からワシントン州にかけた上空に再突入した。 | 成功 |
| 21  | v1.0 L20      | 2021年3月11日 08:13:29  | CCAFS SLC-40                    | F9 B5 ♺ B1058.6 | LEO  | 53°        | 60              | | 成功 |
| 22  | v1.0 L21      | 2021年3月14日 10:01:26  | CCAFS SLC-40                    | F9 B5 ♺B1051.9  | LEO  | 53°        | 60              | | 成功 |
| 23  | v1.0 L22      | 2021年3月24日 08:28:24  | CCAFS SLC-40                    | F9 B5 ♺B1060.6  | LEO  | 53°        | 60              | | 成功 |
| 24  | v1.0 L23      | 2021年4月7日 16:34:18   | CCAFS SLC-40                    | F9 B5 ♺B1058.7  | LEO  | 53°        | 60              | | 成功 |
| 25  | v1.0 L24      | 2021年4月29日 03:44:00  | CCAFS SLC-40                    | F9 B5 ♺B1060.7  | LEO  | 53°        | 60              | | 成功 |
| 26  | v1.0 L25      | 2021年5月4日 19:01      | KSC LC-39A                      | F9 B5 ♺B1049.9  | LEO  | 53°        | 60              | | 成功 |
| 27  | v1.0 L27      | 2021年5月9日 06:42      | CCAFS SLC-40                    | F9 B5 ♺B1051.10 | LEO  | 53°        | 60              | | 成功 |
| 28  | v1.0 L26      | 2021年5月15日 22:56     | KSC LC-39A                      | F9 B5 ♺B1058.8  | LEO  | 53°        | 52              | カペラ・スペース社の小型衛星とTyvak社の地球観測衛星 (Tyval 0130)も同時に打ち上げ。 | 成功 |
| 29  | v1.0 L28      | 2021年5月26日 18:59     | CCAFS SLC-40                    | F9 B5 ♺B1063.2  | LEO  | 53°        | 60              | | 成功 |
| -   | v1.0 Tr-2     | 2021年6月30日 19:31     | CCAFS SLC-40                    | F9 B5 ♺B1060.8  | LEO  | 97.5°      | 3               | ライドシェア（相乗り）ミッション「Transporter-2」の一部。 極軌道に対する2回目の打ち上げ。 | 成功 |
| 30  | v1.5Group 2-1 | 2021年9月14日 03:55:50  | ヴァンデンバーグ空軍基地 SLC-4E | F9 B5 ♺B1049.10 |      | 70.0°      | 51              | ヴァンデンバーグ空軍基地からの初の打ち上げであり、初の太陽同期軌道でない高軌道傾斜角の打ち上げ。 | 成功 |
| 31  | v1.5Group 4-1 | 2021年11月13日 11:19:30 | CCAFS SLC-40                    | F9 B5 ♺B1058.9  |      | 53.2°      | 53              | Group 4のスターリンク衛星の初の打ち上げ。 | 成功 |
| 32  | v1.5Group 4-3 | 2021年12月2日 23:12:15  | CCAFS SLC-40                    | F9 B5 ♺B1060.9  |      | 53.2°      | 48              | | 成功 |
| 33  | v1.5Group 4-4 | 2021年12月18日 9:24:40  | ヴァンデンバーグ空軍基地 SLC-4E | F9 B5 ♺B1060.9  |      | 53.2°      | 51              | | 予定 |

## 国ごとの提供状況
衛星を使ったサービスを提供するには、国際電気通信連合（ITU）の規定や長年の国際条約により、各国の当局から許可を得る必要がある。その結果、スターリンクのネットワークは緯度約60度以下でほぼ全世界をカバーしているにもかかわらず、農村部や十分なサービスが行き届いていない地域へのブロードバンドサービスが約12カ国でしか提供できていない。また、スペースXはサービスを展開するための手続きを行う必要があり、その状況によって提供される地域、順序、期間が左右される。例えば、スペースXは2020年6月にカナダのみで正式に許可を申請し、2020年11月に規制当局が認可したことで、その2ヶ月後の2021年1月にサービスを展開し始めた。 
2022年末現在、45カ国でサービスを提供しており
、そのほか多くの国で規制当局に認可を申請している。アメリカではTモバイルUSと提携し、2023年末までに携帯電話の電波が届かない地域に対して、音声通話やデータ通信サービスなどが使用できるようにすることを発表した。
日本では、KDDIがスペースXと業務提携し、2022年に1,200箇所の基地局を介して地方の顧客向けにより高速な通信の提供を目指すことを発表。同年12月に静岡県熱海市の初島にスターリンクを利用した最初のau基地局を設置した。2025年4月10日からはauのスマートフォンとスペースXの衛星を直接つなぐサービスも開始した。なお、法人向けプランについてはソフトバンクも2023年9月から、スカパーJSAT・NTTドコモ・NTTコミュニケーションズも同年内にそれぞれ提供することを発表している。2024年1月1日に発生した能登半島地震では、KDDIの700台を筆頭に各社から合計1千台近い大量のスターリンクが無償提供され、その有用性が実践で証明された。
2022年ロシアによるウクライナ侵攻が始まると、ウクライナでは通信インフラが攻撃されるおそれが強まった。開戦2日後の2月26日、ウクライナのデジタル転換相を兼務するフョードロフ副首相は、Twitterでスターリンクの提供を要請。スペースXCEOのイーロン・マスクは2022年2月27日7時33分（日本標準時）、Twitterを通じて、スターリンクがウクライナで利用可能であると表明した。スターリンクは、ウクライナの部隊による無人航空機（ドローン）での偵察や攻撃、公的機関や市民による戦況などのSNSへの投稿に利用され、国土防衛戦や国際世論に対する情報・宣伝戦を支えている。
ウクライナでの利用者増加により、スマートフォン用のスターリンク接続システムは同年3月に一時、世界で最も多くダウンロードされたモバイルアプリになった。2022年10月14日、イーロン・マスクがウクライナでの無償提供は無期限に継続できないとTwitterに投稿。スペースXは継続する場合、アメリカ国防総省に資金提供を要求する旨の書簡を国防総省に送付した。その後、同月15日に前述の投稿を撤回し、ウクライナへの無償提供を継続することを表明した。また17日のツイートで書簡の内容を撤回したとイーロン・マスクは表明した。
| 地域       | 国               | 時期                                       | 現状 |
| ---------- | ---------------- | ------------------------------------------ | --- |
| 北アメリカ | アメリカ         | （試験版）2020年8月 （ベータ版）2020年11月 | ベータ版 |
| 北アメリカ | カナダ           | 2021年1月                                  | ベータ版 |
| ヨーロッパ | イギリス         | 2021年1月                                  | ベータ版 |
| ヨーロッパ | ドイツ           | 2021年3月                                  | ベータ版 |
| オセアニア | ニュージーランド | 2021年4月                                  | ベータ版 |
| オセアニア | オーストラリア   | 2021年4月                                  | ベータ版 |
| ヨーロッパ | フランス         | 2021年5月                                  | ベータ版 |
| ヨーロッパ | オーストリア     | 2021年5月                                  | ベータ版 |
| ヨーロッパ | オランダ         | 2021年5月                                  | ベータ版 |
| ヨーロッパ | ベルギー         | 2021年5月                                  | ベータ版 |
| ヨーロッパ | アイルランド     | （試験版）2021年4月 （ベータ版）2021年7月  | ベータ版 |
| ヨーロッパ | デンマーク       | 2021年6月                                  | ベータ版 |
| 南アメリカ | チリ             | （試験版）2021年7月 （ベータ版）2021年9月  | ベータ版 |
| ヨーロッパ | ポルトガル       | 2021年8月                                  | ベータ版 |
| ヨーロッパ | スイス           | 2021年8月                                  | ベータ版 |
| ヨーロッパ | ポーランド       | 2021年9月                                  | ベータ版 |
| ヨーロッパ | イタリア         | 2021年9月                                  | ベータ版 |
| ヨーロッパ | ウクライナ       | 2022年2月27日7時33分（日本時間）           | 2022年ロシアのウクライナ侵攻に際し、ツイッター上でウクライナ副首相のミハイロ・フョードロフ（Mykailo Fyodorov）からの呼びかけに対し、CEOであるイーロン・マスクが利用可能であると応答したもの。 |
| アジア     | 日本             | 2022年10月11日                             | サービス開始時点では東日本の一部地域のみ対応エリアとしていたが、2022年12月に日本全国で利用可能となった。 価格(税込)は、Residentialは、サービス当初1万2300円、2022年12月に1万1100円、2023年1月に6,600円、ROAMは、サービス当初15,100円、2022年12月に13,700円、2023年1月に9,900円と推移している。 2025年1月からはStarlink Miniの提供も開始している。 |
| 北アメリカ | メキシコ         | 2021年10月（予定）                         | 予定 |
| アジア     | 韓国             | 2025年（予定）                             | |

## 日本国内の海上における利用

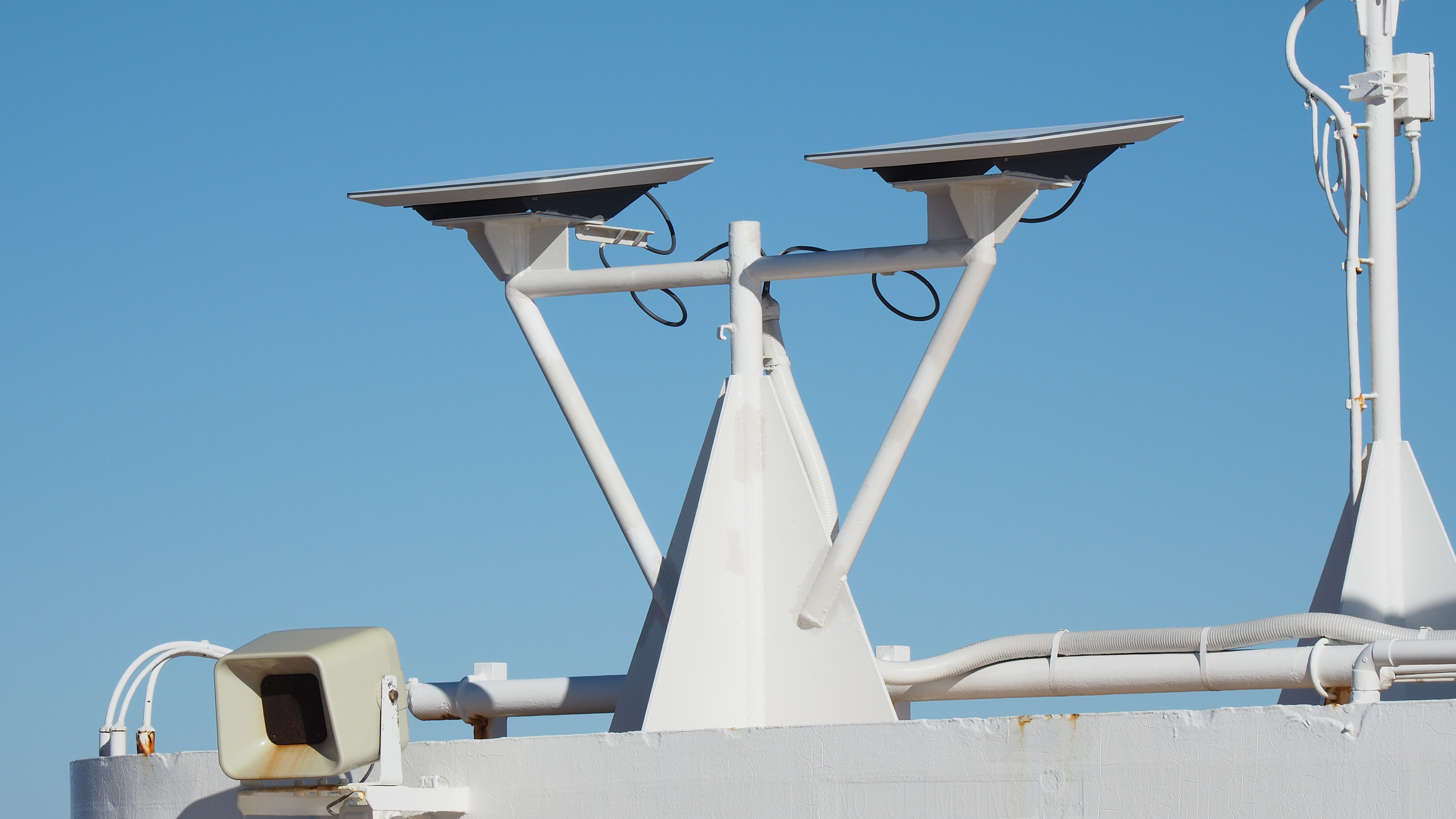
にっぽん丸に設置された Starlink Dish UTA-222 (2025年撮影)

2023年以降、日本国内の主に船舶におけるスターリンク MARITIMEサービスの活用が急速に進んでいる。2023年10月に商船三井が、保有する全233隻の外航船に導入するプレスリリースを出し、2022年12月から試験運用を初めていた日本郵船も100隻以上の外航船に導入することをアナウンスしている。
総務省は2024年2月16日に電波法関係審査基準の一部を改正し、領海外でもスターリンクサービスを利用可能とした。
2024年5月17日、ソフトバンクは、海上保安庁船舶へのスターリンク積載の展示を行った。
2024年5月21日、防衛省およびKDDIは、遠洋航海訓練に出発した「かしま」および「しまかぜ」にスターリンクビジネス マリタイムを導入したことを明らかにした。また2027年度までに艦隊の9割にスターリンクを導入することを明らかにしている。

### 利用事例
- 2024年3月、さんふらわあ さつまで、試験導入[85]。

## 技術

### コンステレーションの設計と現状

#### 第1世代
| フェーズ | グループ | 軌道      | 軌道   | 軌道平面   | 軌道平面 | 軌道平面 | 完成時期   | 完成時期   | 配備済み （2023年11月時点 ） | 配備済み （2023年11月時点 ） |
| フェーズ |          | 高度 (km) | 衛星数 | 軌道傾斜角 | 種類     | 衛星数   | 半分       | すべて     | 稼働中                       | 停止状態                     |
| -------- | -------- | --------- | ------ | ---------- | -------- | -------- | ---------- | ---------- | ---------------------------- | ---------------------------- |
| 1        | Group 1  | 550 km    | 1584   | 53.0°      | 72       | 22       | 2024年3月  | 2027年3月  | 1445                         | 280                          |
| 1        | Group 2  | 570 km    | 720    | 70°        | 36       | 20       | 2024年3月  | 2027年3月  | 403                          | 5                            |
| 1        | Group 3  | 560 km    | 336    | 97.6°      | 6        | 58       | 2024年3月  | 2027年3月  | 233                          | 10                           |
| 1        | Group 4  | 540 km    | 1584   | 53.2°      | 72       | 22       | 2024年3月  | 2027年3月  | 1566                         | 71                           |
| 1        |          | 560 km    | 172    |            | 4        | 43       | 2024年3月  | 2027年3月  | 0                            |                              |
| 2        |          | 335.9 km  | 2493   | 42.0°      |          |          | 2024年11月 | 2027年11月 | 0                            |                              |
| 2        |          | 340.8 km  | 2478   | 48.0°      |          |          | 2024年11月 | 2027年11月 | 0                            |                              |
| 2        |          | 345.6 km  | 2547   | 53.0°      |          |          | 2024年11月 | 2027年11月 | 0                            |                              |

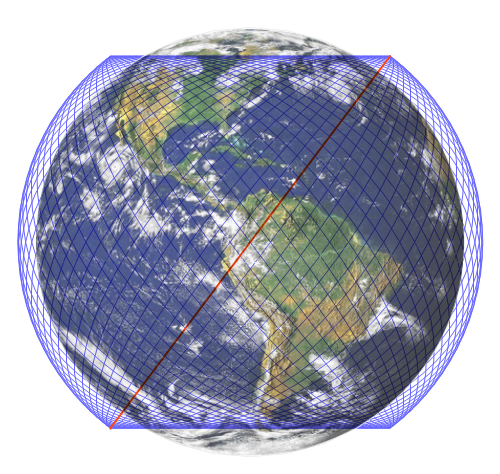
フェーズ1の高度550kmの場合、72種類の軌道それぞれに22基の衛星を配置するため、合計で1584基となる。

初期の設計では、全てのフェーズ1の衛星が1100～1300km程度の高度にあった。しかしスペースXは最初の1584機の衛星の高度を下げることを要求し、2020年4月には全ての衛星の軌道を約550kmまで下げることを要求した。 この変更は2021年4月に承認されている。

#### 第2世代
| フェーズ | グループ | 軌道      | 軌道   | 軌道平面   | 軌道平面 | 軌道平面 | 完成時期   | 完成時期   | 配備済み （2024年1月時点 ） | 配備済み （2024年1月時点 ） |
| フェーズ |          | 高度 (km) | 衛星数 | 軌道傾斜角 | 種類     | 衛星数   | 半分       | すべて     | 稼働中                      | 停止状態                    |
| -------- | -------- | --------- | ------ | ---------- | -------- | -------- | ---------- | ---------- | --------------------------- | --------------------------- |
| 1        | Group 5  | 530 km    | 3360   | 43.0°      | 28       | 120      | 2028年12月 | 2021年12月 | 692                         | 7                           |
| 1        | Group 6  | 559 km    | 3360   | 43.0°      | 28       | 120      | 2028年12月 | 2021年12月 | 739                         | 26                          |
| 1        | Group 7  | 525 km    | 3360   | 53°        | 28       | 120      | 2028年12月 | 2021年12月 | 191                         | 3                           |
| 1        |          | 535 km    | 3360   | 33°        | 28       | 120      | 2028年12月 | 2021年12月 |                             |                             |

### 衛星
2015年の初期に公開された情報によると、質量100～500kgの小型衛星を高度約1,100kmの低軌道（LEO）に配備することが想定されていた。実際に、2019年5月に初めて大型展開された60基の衛星の質量は227kgであり、宇宙環境への配慮から比較的低い550kmに配置された。 2015年1月時点の初期計画だと、コンステレーションは約4,000個の協調する衛星で構成されることになっており、その数は2015年1月に軌道上にあった運用中の衛星の2倍以上に及ぶ。
米国連邦通信委員会（FCC）や総務省に提出された書類によると、衛星は4基のフェーズドアレイアンテナと2基のパラボラアンテナを備え、アクティブフェーズドアレイによるビームフォーミングを用いた通信提供範囲の制御、デジタル処理技術を採用する。ユーザ端末(Dishy)と衛星を結ぶサービスリンクにKuバンドを、地上ステーション(Gateway)と衛星を結ぶサービスリンクにKaバンドを用いるため、各種既存衛星の通信への干渉が懸念されたが、フェーズドアレイによる幅2.6°の鋭いビーム制御を活用し、既存衛星への干渉が懸念されるパスを回避(停波)することで問題を回避した。各衛星はほかの衛星との空間光通信を可能にするレーザーリンク装置を備え、複数の衛星を中継することにより付近にGatewayの存在しない地域へのサービスも可能にしている。周波数申請の一環としてフェーズドアレイ技術の詳細が開示されているが、スペースXは光衛星間リンクの詳細に関して守秘義務を課している。初期の衛星はレーザーリンクなしで打ち上げられた。2020年後半に衛星間レーザーリンクのテストに成功した。
衛星は大量生産され、従来の衛星に比べて単位能力あたりのコストが大幅に削減される予定である。イーロン・マスクは「ロケットにやったことを衛星にもやってみようと思う」、「宇宙に革命を起こすためには、衛星とロケットの両方に取り組まなければならない」、「宇宙ベースのインターネットや通信のコストを下げるためには、小型の衛星が不可欠である」と語っている。
2015年2月、スペースXは、衛星通信市場への新規参入者であることから、参入障壁となる5G通信規制を行う前にKaバンド周波数の将来の革新的な利用法を検討するようFCCに要請した。スペースXの非静止軌道通信衛星コンステレーションは、「操縦可能な地球局の送信アンテナが地理的に広い影響を与え、衛星の高度が著しく低いと、地上の送信からの集約的な干渉の影響が拡大する」24GHz以上の高周波帯で運用される予定である。
静止衛星を経由するインターネットトラフィックは、理論上の最低往復遅延時間が477ミリ秒（ユーザーと地上ゲートウェイ間）であるが、実際には現在の衛星だと600ミリ秒以上の遅延がある。スターリンク衛星は、静止軌道の1/105から1/30の高さの軌道を周回しているため、地球から衛星までのレイテンシは25から35ミリ秒程度と、既存のケーブルや光通信網に匹敵する実用的なものとなっている。 このシステムは、「IPv6よりもシンプル」と謳われるピアツーピアのプロトコルを使用し、エンドツーエンド暗号化も組み込まれる予定である。
スターリンク衛星は、軌道の上昇と維持のために、クリプトンガスを用いたホールスラスタを使用している。クリプトンのホールスラスタは、キセノンを用いた同様の電気推進システムと比較して流路の侵食が著しく大きい傾向があるが、クリプトンのほうが豊富に存在し市場価格も低い。

### Dishy
サービスのユーザーは専用の無線通信端末キットを購入してスターリンク衛星との通信を行う。キットは複数のバージョンがあるが、いずれも大別してユーザーの電子機器(スマートフォンやコンピュータ)との通信や各種制御を行う端末"Router"と、アクティブフェーズドアレイアンテナを内蔵し衛星との直接通信を行う端末"Dish"で構成されている。これらは愛称として"Dishy"と呼ばれているが、複数の端末を纏めて指す場合もあれば"Dish"のみを指す場合もあるなど曖昧である。"Router"ではSSHポートが開いており、アクセスしようとすると隠しメッセージを見ることができる。ある世代のメッセージの中ではRouterに対し「WiFiルーターになるのをやめてDishyになれ」と言っている文章を確認することができる。
いずれのDishもアクティブフェーズドアレイアンテナを備え、アンテナの送信ビーム幅は2.8°。14~14.4GHzのアップリンク(60MD7W/600MG7W, 2.74W, 最大EIRP33.2dBW)が「スターリンクジャパン合同会社」に免許されている。2023年9月現在、13万局の包括免許が与えられている。ダウンリンクは10.7~12.7GHz。

#### Circular Dishy
最初期に販売されたキットに含まれていた。キットの内容物はCircularDish, Router, PowerSupply, Base(Dish用スタンド), ケーブル類。
Dishは円形で直径は約55cm。取り外すことができないEthernetケーブルが"生えて"おり、PowerSupplyに接続する。型式はUTA-211。
Routerは2.4/5GHz対応で2つのEthernetジャックを備える。それぞれPowerSupplyを介してDishに接続するジャックとユーザ端末に接続するジャックである。型式はUTR-201。
これらの機器はPowerSupplyによってEthernetに印加された56VのDC電源によって稼働する(PoE)。

#### Rectangular Dishy (Standard Dishy)
現在提供されている標準キットに含まれる。キットの内容物はRectangularDish, Router, Base, ケーブル類。PowerSupplyはRouterに内蔵されている。
Dishは513x303mmの長方形で、その内部には1016個のパッチアンテナによるアクティブフェーズドアレイアンテナと無線IC、アンテナの向きを制御するモーター、GNSS受信機、加速度計などが格納されている。型式はUTA-212。
Routerは2.4/5GHz3x3MIMO,IEEE 802.11a/b/g/n/acに対応し、複数のRouterでメッシュWiFiを構築できる。また、本端末は100VAC入力に対応しており、Dishに対する48VDCの電源供給も行う。しかしユーザ端末に接続するためのEthernetジャックは備えておらず、有線での接続には別売りのアダプタを要する。型式はUTR-211。
DishとRouterは専用コネクタを備えたケーブルで接続されているが、その実態はUSB Type-Cを基にした20pinカスタムコネクタを備えたEthernetケーブルである。なお、適切な機器でDishに給電を行うことによりRouterをバイパスして任意のルータを用いることができる。

#### High Performance Dishy
"Starlink Business"で提供される高性能キットに含まれる。キットの内容物はHighPerformanceDish, Router, PowerSupply, Base, ケーブル類。
Dishは575x511mmの長方形で、RectangularDishを2枚並べたようなサイズ感と外観を有し性能が向上している。型式はUTA-221。
本キットではPowerSupplyが独立しており、ここにユーザ端末に接続できるEthernetジャックを備える。

#### Flat High Performance Dishy
"Starlink Mobility"や"Starlink Maritime"で提供されるフラット高性能キットに含まれる。キットの内容物はFlatHighPerformanceDish, Router, PowerSupply, Mount, ケーブル類。
Dishは575x511mmの長方形で、他のDishと異なりアンテナの向きを制御するモーターは備えておらず、厚さ4cm程度の板のような形状を有する。これは、車両の屋根や船舶のデッキに設置して移動しながらの通信を目的にしているためである。型式はUTA-222。
性能などはHighPerformanceDishと同等である。

### Gateway
2023年9月時点では、各種通信はSpaceXおよび協力企業によって各地に設置された地上ステーション"Gateway"を介してインターネットに接続されている。日本ではKDDIが設置と運用を担っており、以下4局が確認されている。
| 送受信所           | 設置場所             | 緯度      | 経度       |
| ------------------ | -------------------- | --------- | ---------- |
| 北海道小樽市       | KDDI石狩海底線中継所 | 43.172818 | 141.257469 |
| 秋田県秋田市       | KDDI秋田海底線中継所 | 39.638334 | 140.064700 |
| 茨城県ひたちなか市 | KDDI茨城海底線中継所 | 36.386749 | 140.613739 |
| 山口県山口市       | KDDI山口衛星通信所   | 34.217111 | 131.555697 |

各Gatewayは直径約2mの球状のレドームに格納された可動式パラボラアンテナを9つ持つ。アンテナの送信ビーム幅は0.5°。各Gatewayに対して27.5~29.1GHz,29.5~30GHzのアップリンク(480MD7W/480MG7W, 5.26W, 最大EIRP66.5dBW)が「スターリンクジャパン合同会社」に免許されている。ダウンリンクは17.8~18.6GHz,18.8~19.3GHz。

## 競合
ワンウェブはスペースXとほぼ同時期に衛星コンステレーション計画を発表している。サムスンは2015年に、1,400kmの軌道を周回する4,600個の衛星コンステレーション計画の概要を発表した。これは世界中で1ヶ月あたりゼタバイトの通信を提供し、50億人のインターネット利用者に対して1ヶ月あたり200ギガバイトに相当する。しかし、2020年までにサムスンから追加の情報は発表されていない。テレサットは2015年に小規模な117機の衛星コンステレーションを発表し、2021年に初期サービスを提供する予定であった。
アマゾンは2019年4月に大規模なブロードバンド・インターネット衛星コンステレーションを発表した。これは同社が「プロジェクト・カイパー」と呼ぶ、今後10年間に3,236機の衛星を打ち上げる計画であり、2018年11月に発表されていたアマゾンの12の衛星地上局施設からなる大規模ネットワーク（AWS ground station unit）と協調する衛星コンステレーションである。
2017年10月までに、新興の低軌道衛星によるネットワーク容量の大幅な増加への期待から、市場関係者は新たな対地同期軌道のブロードバンド通信衛星への投資計画の一部を中止した。

## 批判

### 光害問題
12,000基からなる巨大通信衛星網が完成すると、低軌道の衛星は90分で地球を周回することもあり、常に約200基の衛星が上空に見えると予測されている。そうなると、衛星の金属部分や太陽電池パネルは光を反射しやすいこともあり、天文台による観測に衛星の光の筋が横切るなどの支障が出るとして、国際天文学連合や日本の国立天文台などはスペースXに対し、衛星の素材を変えたり、太陽電池パネルの角度を調節したりするよう求めている。
この対策として、まず2020年1月にダークサット (DarkSat) と呼ばれる黒く塗られた機体が試験的に打ち上げられた。この機体では、通常の機体と比べて明るさが55%低下した一方で赤外線などの波長では問題が続いており、採用には至らなかった。次いで同年6月にはバイザーサット (VisorSat) と呼ばれるサンバイザーを装備してアンテナへの太陽光の入射を防いだ機体が試験的に打ち上げられた。8月に打ち上げられた機体からは、すべてこのバイザーサット仕様となっていた。しかし、2022年6月17日に打ち上げられた衛星 ("version 1.5") 以降、このバイザーは取り外されている。これは、新しい衛星に搭載された衛星間通信を行うためのレーザー装置とバイザーが干渉するためである。このため、天文学者たちは衛星が再び明るくなることに懸念を示している。

### スペースデブリ
スターリンクは、何千もの衛星を軌道に乗せることで長期的なスペースデブリおよび衛星衝突の危険性を生じさせ、ケスラーシンドロームを引き起こす可能性があると批判されている。これに対しスペースXは、ほとんどの衛星は低い高度で打ち上げられており、失敗した衛星は推進力がなくても5年以内に大気圏再突入すると主張している。 
計画の初期では、ヨーロッパの衛星と1000分の1の確率（ESAにおける回避行動の基準値の10倍）で衝突する可能性がある衛星をスペースXが動かさなかったため、ニアミスが発生した。スペースXはその後、ESAとスペースXの間で連絡が途絶えていたシステム上の問題を修正した。また、ESAは衛星の衝突回避行動を自動化する技術に投資する予定だと述べた。

## 地上の設置工事
スターリンクはACアダプターとルーター、アンテナを接続すると自動的にアンテナが角度を調整するようになっている。
アンテナは融雪機能があるため、PoE電圧は56Vと高くなっている。そのためLANケーブルの固定は電気工事士の資格が必要で、工事店は電気工事業の登録がない場合は違法工事になる。
新型のアンテナはACアダプターがなく、ルーターからのPoE電圧は48Vに変更されている。